# Zagościniec (Kościeniewicze)
Zagościniec – część wsi Kościeniewicze w Polsce położona w województwie lubelskim, w powiecie bialskim, w gminie Piszczac.
W latach 1975–1998 Zagościniec administracyjnie należał do województwa bialskopodlaskiego.